# Crinodes alector
Crinodes alector är en fjärilsart som beskrevs av Druce 1887. Crinodes alector ingår i släktet Crinodes och familjen tandspinnare. Inga underarter finns listade i Catalogue of Life.